# Cher Wanng
Cher Wang (n. 14 septembrie 1958) este o femeie de afaceri din Taiwan. Wang este co-fondatoarea și reprezentanta lanțului de companii a corporației HTC și VIA Technologies. Tatăl ei este Wang Yung-Ching, unul dintre cele mai bogate personalități din Taiwan, iar soțul acesteia este Wen Chi Chen, directorul general al VIA Technologies.